# بولينا جالفيز
بولينا جالفيز (بالإسبانية: Paulina Gálvez)‏ هي ممثلة تشيلية، ولدت في 14 سبتمبر 1969 في سانتياغو في تشيلي.

## أعمالها
- وداعا كارمن

## وصلات خارجية
- بولينا جالفيز على موقع IMDb (الإنجليزية)
- بولينا جالفيز على موقع ألو سيني (الفرنسية)
- بولينا جالفيز على موقع أول موفي (الإنجليزية)
- بولينا جالفيز على موقع قاعدة بيانات الأفلام السويدية (السويدية)
- بولينا جالفيز على موقع قاعدة بيانات الفيلم (الإنجليزية)
- بولينا جالفيز على موقع كينوبويسك (الروسية)